# Ribas de Sil
Ribas de Sil és un municipi de la província de Lugo, a Galícia. Pertany a el "concello" de el mateix nom 

## Geografia
Forma una estreta llengua de terra entre el riu Sil, que li dona nom, i la serra da Moá, que separa les províncies de Lugo i Ourense. La capital municipal, San Clodio, es troba a la vora del riu Sil, a la ribera contrària que Quiroga.
Limita al nord amb A Pobra do Brollón i Quiroga, a l'est amb Quiroga, al sud amb Castro Caldelas, San Xoán de Río i A Pobra de Trives (província d'Ourense) i a l'oest amb Monforte de Lemos.

## Llocs d'interès
- Abadia de San Clodio
- Església de Torbeo
- Pazo da Costa
- A Cubela
- Mina romana de el Covallón

## Parròquies
- Nogueira (Nosa Señora das Neves)
- Peites (San Martiño)
- Piñeira (San Cristovo)
- Rairos (Santa Lucía)
- Ribas de Sil (San Clodio)
- Soutordei (Santiago)
- Torbeo (Santa María)

## Comunicacions
La principal via de comunicació és la N-120, que permet arribar a Ourense i Ponferrada. També creua el municipi la línia de ferrocarril Lleó-la Corunya. L'estació de San Clodio - Quiroga té serveis diaris de mitja i llarga distància.